# 유토피아

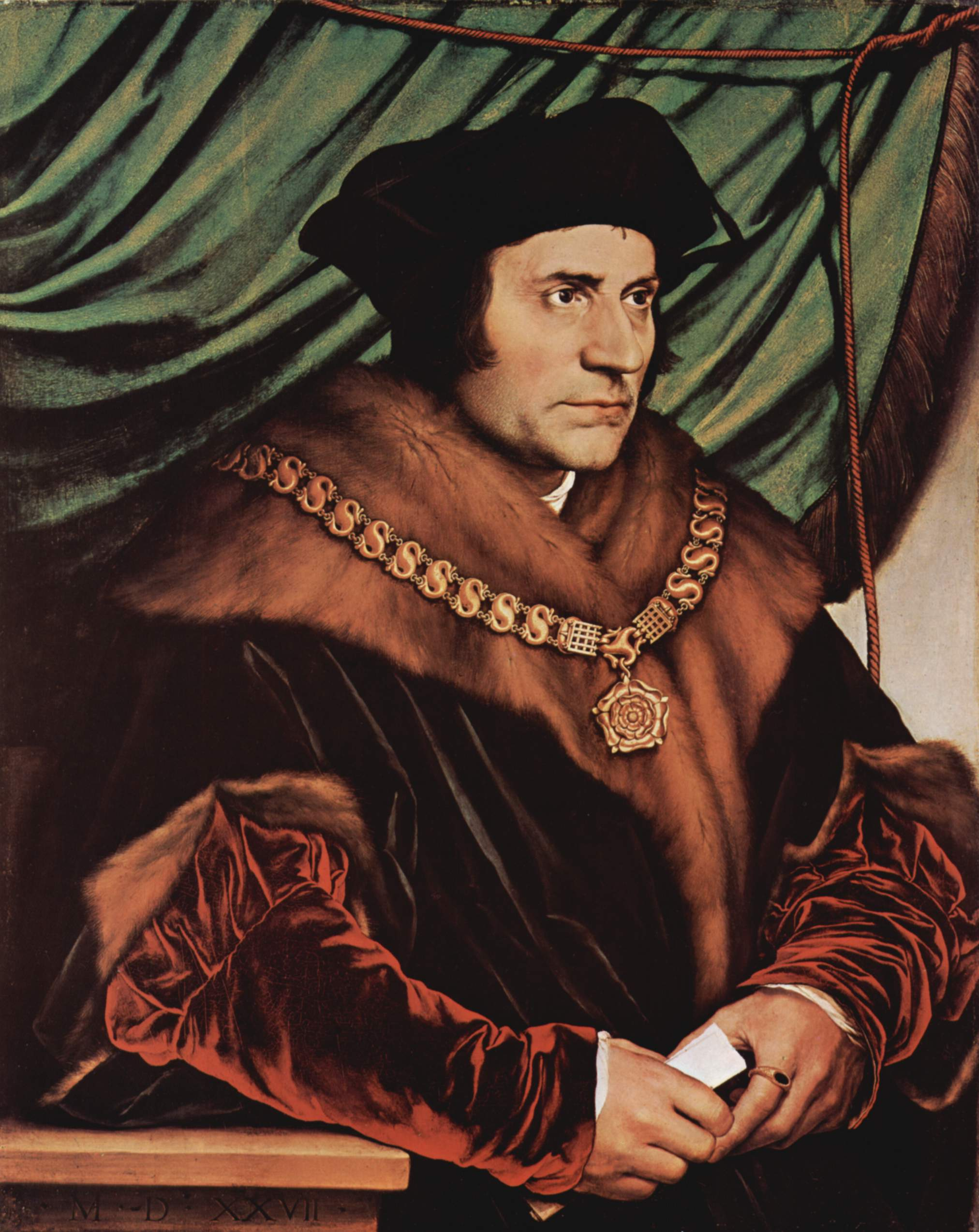
《유토피아》의 작가인 토마스 모어의 모습.

유토피아(utopia)는 영국의 사상가 토머스 모어가 1516년에 만들어낸 말로, 처음에 라틴어로 쓰인 그의 저작 《유토피아》에서 유래되었다. 그리스어의 ou(없다), topos(장소)를 조합한 말로서 "어디에도 없는 장소"라는 뜻으로 의도적으로 지명으로 쓰고 있다. 즉, 유토피아는 '현실에는 결코 존재하지 않는 이상적인 사회'를 일컫는 말이다. 이상향(理想鄕, 문화어: 리상향)이라고 부르기도 한다. 반댓말로는 디스토피아가 있다

## 작품 속 유토피아
토머스 모어의 저서 《유토피아》에서 묘사되는 상상의 섬의 이름이 바로 '유토피아'이다. 이 섬에는 10만 명의 사람들이 살고 있다. 주민들은 가족 단위로 편성되는데, 50가구가 모여서 하나의 집단을 이루고 '시포그란트'를 선출한다. 이 시포그란트들이 모여 '평의회'를 이루고 네 후보 가운데 하나를 '왕'으로 선출한다. 일단 임금으로 선출되면 평생 자리를 지킬 수 있지만, 만일 전제 군주가 되면 퇴위를 당할 수도 있다. 전쟁에 대비하여 이 섬나라는 '자폴렛'이라는 용병을 두고 있다. 그 병사들은 전투 중에 적들과 함께 죽게 되어있기 때문에 군사 독재는 생겨나지 않는다.
유토피아 섬에는 화폐가 없다. 주민들은 각자 시장에 가서 자기가 필요로 하는 만큼 물건을 가져다 쓰면 된다. 집들은 모두 똑같고 문에는 자물쇠가 없다. 주민들은 누구나 타성에 젖지 않도록 10년마다 이사를 하도록 되어 있다.
누구나 일을 하기 때문에 하루 노동 시간을 여섯 시간으로 줄일 수 있다. 무료 시장에 농산물을 공급하기 위해 누구에게나 2년 농사를 지을 의무가 있다. 간통을 하거나 섬에서 탈출하려고 기도한 자는 자유인의 권리를 잃고 '노예'가 된다. 그렇게 되면 그는 일을 훨씬 더 많이 해야 하고 같은 시민이었던 옛 동료들에게 복종하여야 한다.
유토피아에서는 하루에 총 6시간 일을 한다. 먼저 3시간 일을 하고 식당에서 점심밥을 먹은 다음, 다시 3시간 일을 한다. 일을 한 다음에는 문화센터에 가서 자신에게 맞는 맞춤 강좌를 듣는다.

## 유토피아 문학 목록
- 유토피아 (토머스 모어, 1516년)
- 태양의 나라 (톰마소 캄파넬라, 1602년)
- 새로운 아틀란티스 (프랜시스 베이컨, 1627년)

## 같이 보기
- 이상향
- 별천지
- 무릉도원
- 낙원
- 요순시대